# Vårdberget (Sund, Åland)
Vårdberget är en kulle i Åland (Finland). Den ligger i den sydöstra delen av landskapet, 15 km nordost om huvudstaden Mariehamn. 